# Chelo Alonso
Chelo Alonso (eigentlich Isabel Apolonia García Hernández; * 10. April 1933 in Lugareño, Camaguez; † 20. Februar 2019 in Mentana, Italien) war eine kubanische Tänzerin und Schauspielerin.

## Leben
Alonso begann jung mit dem Tanzen; große Erfolge hatte sie auf Tourneen, die sie außerhalb ihrer Heimat in andere Staaten der Karibik, dann in die USA nach Miami und zum Broadway und schließlich zu den Folies Bergère nach Paris führten, wo sie als „neue Josephine Baker“ angekündigt wurde.
Als in Italien der mythologische Film einen Boom erlebte, wurde das exotische Aussehen Alonsos zum Türöffner für die Filmkarriere. Sie erhielt zahlreiche Gelegenheit, neben dem Tanzen Femme fatale oder Barbarenmädchen zu spielen; 1959 war sie „Entdeckung des Jahres“ in Italien. 1962 unterbrach sie ihre Filmlaufbahn, um sich Fernsehauftritten zu widmen, einige Platten aufzunehmen und sogar in einer Kochsendung aufzutreten. Drei letzte Filmauftritte, darunter bekannte Filme wie Zwei glorreiche Halunken oder Lauf um dein Leben, geschahen in Italowestern. 1970 war sie letztmals auf der Leinwand zu sehen.
Nach dem Tode ihres Mannes, des Produzenten Aldo Pomilia, widmete sie sich der Leitung eines kleinen Restaurants in Siena und der Erziehung ihres Sohnes Aldino.

## Filmografie (Auswahl)
- 1959: Akte Sahara – streng vertraulich (Tunisi top secret)
- 1959: Gastone
- 1959: Der Gefangene der Sarazenen (I reali di Francia)
- 1959: Herkules, der Schrecken der Hunnen (Il terrore dei barbari)
- 1959: Im Zeichen Roms (Nel segno di Roma)
- 1959: Petticoats und Fallschirmjäger (Guardatele ma non toccatele!)
- 1959: Der Sohn des roten Korsaren (La scimitarra del Saraceno)
- 1960: Die Furchtlosen von Parma (La strada dei giganti)
- 1960: Das Geheimnis der roten Maske (Il terrore della maschera rossa)
- 1960: Königin der Barbaren (La regina dei tartari)
- 1960: Maciste, der Rächer der Pharaonen (Maciste nella valle dei re)
- 1960: Le signore
- 1961: König der Seeräuber (Morgan il pirata)
- 1961: Maciste, der Sohn des Herkules (Maciste nella terra dei ciclopi)
- 1961: La ragazza sotto il lenzuolo
- 1962: Quattro notti con Alba
- 1966: Zwei glorreiche Halunken (Il buono, il brutto, il cattivo)
- 1968: Lauf um dein Leben (Corri uomo corri)
- 1969: La notte dei serpenti